# 85214 Sommersdorf
85214 Sommersdorf è un asteroide della fascia principale. Scoperto nel 1992, presenta un'orbita caratterizzata da un semiasse maggiore pari a 2,1694374 UA e da un'eccentricità di 0,1588309, inclinata di 3,41442° rispetto all'eclittica.